# Parque Nacional Everglades
O Parque Nacional de Everglades (em inglês:  Everglades National Park) é um parque nacional norte-americano localizado no estado da Flórida, e que serve de proteção a 20% da área original de Everglades. Nos Estados Unidos, é a maior zona tropical, e a maior de qualquer tipo a este do rio Mississipi, e recebe uma média de um milhão de visitantes por ano. É o terceiro maior parque nacional atrás do Vale da Morte e de Yellowstone. Foi considerado como Reserva Internacional da Biosfera, Património Mundial e Terra Húmida de Importância Internacional, um de apenas três locais no mundo a constar nestas três listas.
Muitos dos parques nacionais protegem elementos geográficos únicos. O Parque Nacional de Everglades foi o primeiro a ser criado para proteger um ecossistema frágil. Os Everglades são compostos por uma rede de terrenos pantanosos e florestas alimentados por um rio desde o lago Okeechobee, a sudoeste da Baía da Flórida. O parque representa o local mais importante para a reprodução de aves limícolas tropicais da América do Norte, e inclui o maior ecossistema de mangais do hemisfério ocidental. É o habitat de 36 espécies ameaçadas ou protegidas incluindo a pantera-da-flórida, o crocodilo-americano e o manati, e acolhe 350 espécies de aves, 300 espécies de peixes de água salgada e fresca, 40 espécies de mamíferos e 50 espécies de répteis. A maioria da água fresca do Sul da Flórida, armazenada no aquífero de Biscayne, tem origem no parque.
Os humanos têm vivido há milhares de anos nos Everglades e em seu redor. Em 1882, planejou-se retirar a água da região e trabalhar a terra para uso agrícola e habitacional. Ao longo do século XX, a água vinda do lago Okeechobee passou a ser controlada e direcionada para dar lugar ao elevado crescimento da Região Metropolitana do Sul da Flórida. O parque foi criado em 1934 para proteger a degradação e crescente desaparecimento dos Everglades, e foi consolidado em 1947, quando os principais projetos de construção de canais foram iniciados em todo o sul da Flórida. Os ecossistemas do Parque Nacional de Everglades têm sofrido significativamente pela atividade humana, e a preservação da zona é um assunto político do Sul da Flórida.

## Galeria

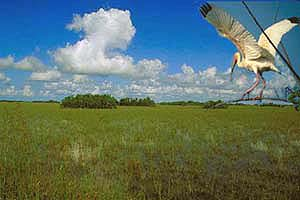
Íbis no Parque Nacional de Everglades
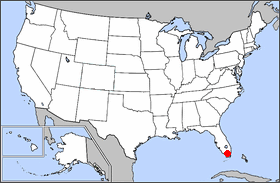
Localização do Parque Nacional Everglades nos Estados Unidos.